# مینورکا
مِنورکا (کاتالان: Menorca) جزیره‌ای از مجمع‌الجزایر بالئاری متعلق به پادشاهی اسپانیا است که در دریای مدیترانه قرار دارد. پایتخت و بزرگ‌ترین شهر آن مائون نام دارد که در انتهای شرقی جزیره قرار گرفته‌است.
منورکا با جمعیت ۹۴٬۳۸۳ نفر، در ارتفاع ۳۵۸ متری از سطح دریا واقع شده‌است و ۷۸۰ کیلومتر مربع مساحت دارد. این جزیره به‌صورت دشتی مسطح و تقریباً فاقد کوه و تپه است و از سطح دریا نیز ارتفاع چندانی ندارد. جزیرهٔ منورکا به‌استثنای قسمت‌های جنوبی‌اش فاقد جاذبه‌های گردشگری است و دارای مزارع صیفی‌جات، تاکستان، درختان زیتون و مرکبات می‌باشد.